# Berlandina saraevi
Espèce
Berlandina saraevi est une espèce d'araignées aranéomorphes de la famille des Gnaphosidae.

## Distribution
Cette espèce se rencontre au Kazakhstan et en Russie au Caucase,.

## Description
Le mâle holotype mesure 8,2 mm.

## Étymologie
Cette espèce est nommée en l'honneur de Fyodor Aleksandrovich Saraev.

## Publication originale
- Ponomarev, 2008 : Additions to the fauna of spiders (Aranei) of the from south of Russia and western Kazakhstan: new taxa and finds. Caucasian Entomological Bulletin, vol. 4, p. 49-61.